# Вшивка (приток Кириклейки)
Вшивка — река в России, протекает главным образом в Инсарском районе Республики Мордовия, первые два километра течения образует границу с Нижнеломовским районом Пензенской области. Устье реки находится в 4 км от устья Кириклейки по правому берегу. Длина реки составляет 12 км.
Исток находится на границе Мордовии и Пензенской области в 22 км к юго-западу от города Инсар. Река течёт на север, протекает село Лухменский Майдан. Впадает в Кириклейку в черте села Верхняя Лухма.

## Данные водного реестра
По данным государственного водного реестра России относится к Окскому бассейновому округу, водохозяйственный участок реки — Мокша от истока до водомерного поста города Темников, речной подбассейн реки — Мокша. Речной бассейн реки — Ока.